# West Point, Alabama
West Point là một thị trấn thuộc quận Cullman, tiểu bang Alabama, Hoa Kỳ. Dân số năm 2009 là 605 người, mật độ đạt 68 người/km².